# Protéine de liaison aux acides gras

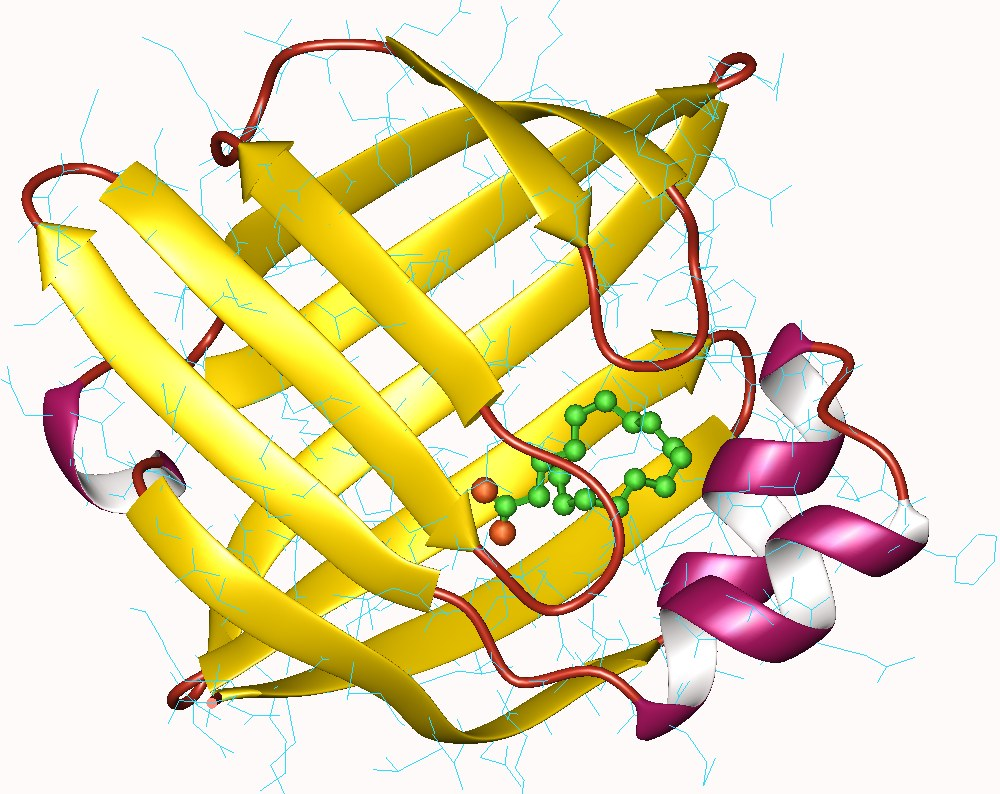
Protéine de liaison aux acides gras et acide palmitique (en vert)

Les protéines de liaison aux acides gras (FABP) constituent une famille de protéines de transport pour les acides gras et d'autres substances lipophiles telles que les eicosanoïdes et les rétinoïdes,. On pense que ces protéines facilitent le transfert des acides gras entre les membranes extra et intracellulaires. On pense également que certains membres de la famille transportent des molécules lipophiles de la membrane cellulaire externe vers certains récepteurs intracellulaires tels que les PPAR. Les FABP sont des transporteurs intracellulaires qui «solubilisent» l'endocannabinoïde anandamide (AEA), transportant l'AEA vers la décomposition par FAAH, et les composés qui se lient aux FABP bloquent le catabolisme de l'AEA, augmentant ainsi son niveau.  On a également découvert que les cannabinoïdes (THC et CBD) se lient aux FABP humaines (1, 3, 5 et 7) qui fonctionnent comme des transporteurs intracellulaires, car le THC et le CBD inhibent l’absorption cellulaire et le catabolisme de l’AEA en ciblant les FABP. La compétition pour les FABP peut expliquer en partie ou en totalité l'augmentation des taux circulants d'endocannabinoïdes rapportés après la consommation de cannabinoïdes. Il a été démontré que les niveaux de protéines liant les acides gras diminuaient avec le vieillissement dans le cerveau de souris, contribuant probablement au déclin de l'activité synaptique associé à l'âge. 

## Membres de la famille
Les membres de cette famille comprennent: 
| Nom de la protéine | Gène    | Distribution tissulaire                                                                                        | Commentaire                                 |
| ------------------ | ------- | --- | ------------------------------------------- |
| FABP 1             | FABP1   | foie |                                             |
| FABP 2             | FABP2   | intestinal |                                             |
| FABP 3             | FABP3   | muscle et cœur                                                                                                 | inhibiteur de croissance d'origine mammaire |
| FABP 4             | FABP4   | adipocyte |                                             |
| FABP 5             | FABP5   | épidermique | associé au psoriasis                        |
| FABP 6             | FABP6   | iléal | gastrotropine                               |
| FABP 7             | FABP7   | cerveau |                                             |
| FABP 8             | PMP2    | système nerveux périphérique                                                                                   | protéine de myéline périphérique 2          |
| FABP 9             | FABP9   | |                                             |
| FABP 11            | FABP11  | limité aux poissons                                                                                            |                                             |
| FABP 12            | FABP12  | présence indiquée dans les lignées cellulaires de rétinoblastome humain, la rétine et le testicule de rongeur. |                                             |
| FABP 5-like 1      | FABP5L1 | |                                             |
| FABP 5-like 2      | FABP5L2 | |                                             |
| FABP 5-like 3      | FABP5L3 | |                                             |
| FABP 5-like 4      | FABP5L4 | |                                             |
| FABP 5-like 5      | FABP5L5 | |                                             |
| FABP 5-like 6      | FABP5L6 | |                                             |
| FABP 5-like 7      | FABP5L7 | |                                             |